# 자비도량참법집해
자비도량참법집해(慈悲道場懺法集解)는 충청북도 청주시 흥덕구 청주고인쇄박물관에 있는 목판본 책이다. 2010년 6월 28일 대한민국의 보물 제1653호로 지정되었다.

## 개요
『자비도량참법집해(慈悲道場懺法集解)』는 활자본을 번각한 목판의 인본(印本)이며 조판의 형식, 글자의 모양 및 크기 등을 비교하여 볼 때 이 책의 저본이 된 활자는 『직지(直指)』를 찍은 ‘흥덕사자(興德寺字)’로 추정되었다. 
비록 고려후기에 찍은 바탕본(금속활자본)은 전하지 않지만 이 책을 통해 고려후기에 <직지>외에 또 다른 금속활자본의 존재 사실을 확인할 수 있어, 간접적이나마 우리나라 금속활자 인쇄의 계통을 보여주는 귀중한 자료이다. 현재 이 책은 동일한 판본이 공인박물관에 1부가 소장되어 있을 뿐 매우 희귀한 전적이다. 때문에 이 책은 우리나라 고려후기의 금속활자 인쇄본 연구에 필수적인 자료이며, 또한 불교학의 교학적(敎學的) 연구에서도 매우 중요한 문헌적 가치를 지니고 있다.

## 참고 자료
- 자비도량참법집해 - 국가유산청 국가유산포털